# Winnsboro (Louisiana)
Winnsboro è un comune degli Stati Uniti d'America, situato nello Stato della Louisiana, in particolare nella parrocchia di Franklin, della quale è il capoluogo.